# Actinidia chinensis var. deliciosa
Actinidia chinensis var. deliciosa (A.Chev.) A.Chev. è una varietà di pianta da frutto della famiglia Actinidiaceae, originaria della parte meridionale della Cina.
Fu introdotta in Europa dal missionario botanico Padre Paul Guillaume Farges che ne inviò i semi e un esemplare in Francia nel 1897. 

Nel 1904 giunse in Nuova Zelanda, dove fu coltivata per la prima volta. Oggi  è ampiamente diffusa in buona parte del mondo.

## Descrizione

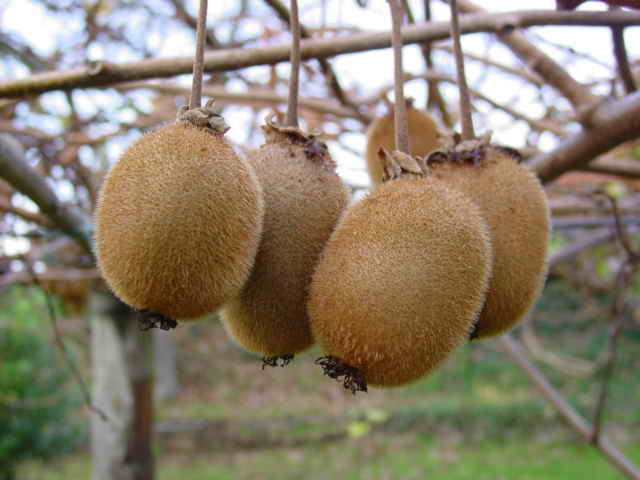
Frutti

È una pianta rampicante principalmente nota per il proprio frutto, conosciuto come kiwi.
La pianta possiede un fusto legnoso e vigoroso che può raggiungere una altezza di 9 metri.
I suoi fiori sono visitati dalle api, per il nettare ed il polline.

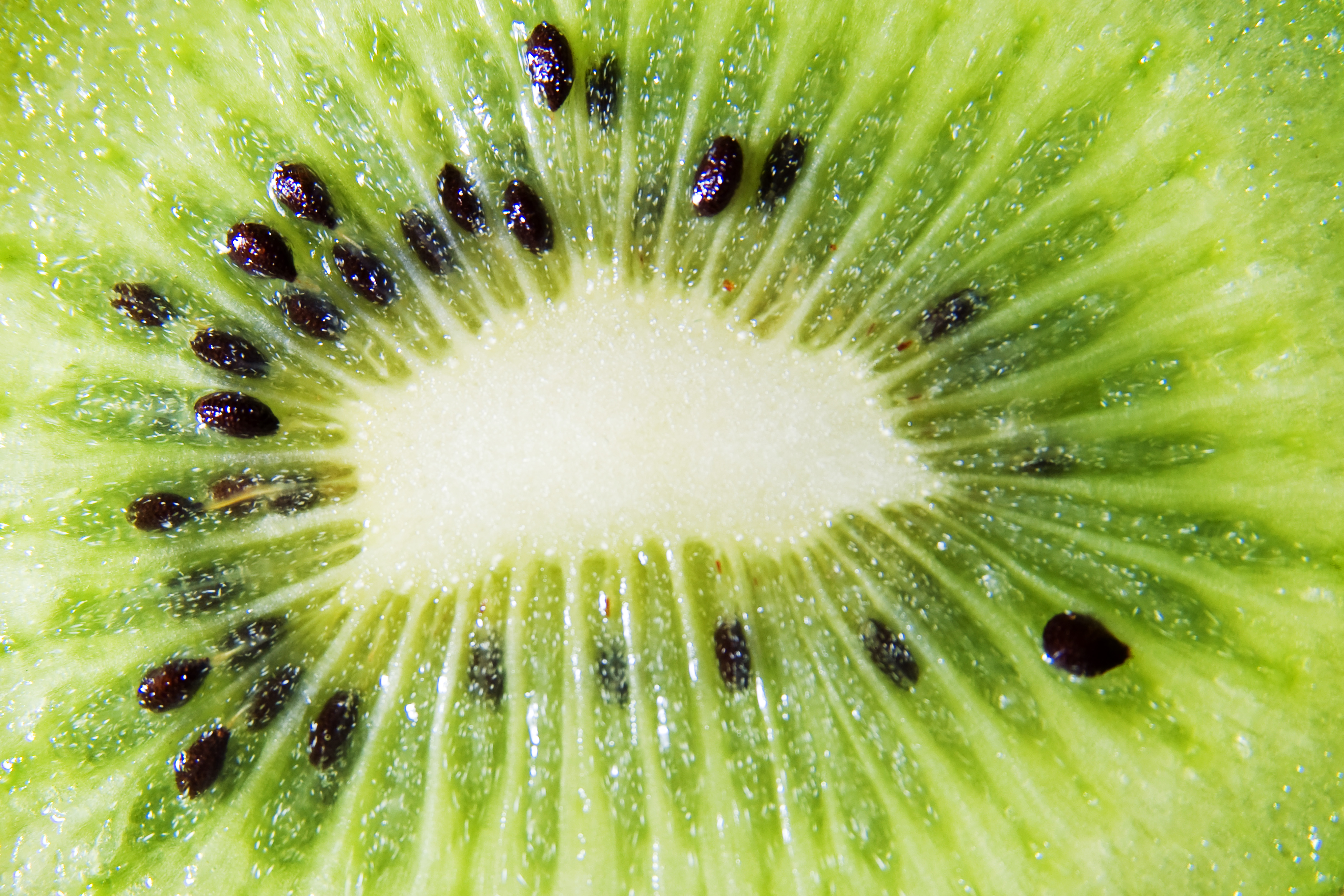
Polpa interna del kiwi

Una cultivar di kiwi di particolare rilievo è la Hayward.
La Hayward presenta un frutto medio grande, a buccia robusta e polpa verde.
Tale varietà presenta peraltro una caratteristica di enorme importanza merceologica rispetto alle altre: ha la capacità di essere conservata in frigorifero per mesi senza subire danni. L'innesco alla maturazione si ha facilmente conservando al caldo i frutti con alcune mele.
L'acidità, dovuta alla presenza di acido ascorbico (vitamina C), è fattore tipico del frutto dei kiwi, e determina con altri acidi organici l'attività antiossidante ed auto conservante del frutto stesso.